# Vulnicura
Vulnicura — восьмой студийный альбом исландской певицы Бьорк, выпущенный в 2015 году. Из-за утечки в сеть релиз был перенесен на 2 месяца ранее намеченного срока. Альбом посвящён чувствам и переживаниям, испытываемым Бьорк во время расставания с художником Мэтью Барни.
Альбом сочинён и спродюсирован Бьорк, в создании принимали участие The Haxan Cloak и Arca, ранее работавшая с такими исполнителями как FKA twigs и Kanye West. Стилистика композиций может быть охарактеризована как арт-поп, переходящий в авангард. Инструментально музыка представляет собой сочетание струнных и электроники.
Работа Бьорк была признана музыкальными критиками одной из лучших в 2015 году, войдя в многочисленные списки альбомов года и получив десять номинаций на различные награды, в том числе за «Лучший альтернативный альбом» на премию Грэмми; сама Бьорк выдвигалась на продюсера года от гильдии продюсеров и выиграла «Лучшую международную певицу» на Brit Awards, а также 4 исландских награды.
Совместно с выходом альбома прошла ретроспективная выставка Бьорк в музее современного искусства Нью-йорка, посвящённая 20-летней карьере певицы.

## Концепция
Название «Vulnicura» переводится с латыни как «излечение ран» (vulnus – «рана», cura – «излечение»). Песни альбома представляют собой хронологию от первых сомнений в существовании любви к осознанию утраты, переживаниям, а затем возрождению к новой жизни.
Бьорк впервые не использует метафоры в текстах, обращаясь к слушателю напрямую. «Это более традиционный чем Biophilia альбом в том, что касается песен. Он о том, что происходит с человеком, когда заканчиваются отношения. Он рассказывает о диалогах, которые мы ведём в своей голове и сердце и о процессах заживления». «Сначала я переживала, что альбом станет потворством собственным слабостям, но эта история может быть универсальной, эти песни могут помочь другим и доказать, насколько это биологический процесс: рана и заживление раны, психология и физика. Выход есть».

## Создание
Большей частью Vulnicura сочинялась и записывалась в Нью-Йоркском доме Бьорк, где у неё имеется универсальная современная студия. «Сначала приходят мелодия и эмоция. Потом я медленно работаю над текстом. Я сочинила большинство мелодий во время прогулок. Они кружатся в моей голове, наращивают обороты и постепенно проявляются форма, структура и настроение». Певица записала и отредактировала вокал с помощью Pro Tools и перешла к струнным, для которых использовала Sibelius. Бьорк описывала работу над струнными аранжировками как способ, чтобы отвлечь свой ум после разрыва с Барни. «Начать писать для струнных стало единственным способом справиться с этим. Я решила стать скрипичным нердом и аранжировать всё для 15 инструментов». После года работы над альбомом в Нью-Йорке и Рейкьявике, Бьорк познакомилась с Arca. Первый раз они встретились в октябре 2013-го. «Когда я услышала демо, вокал и струнные были полностью сформированы и структура нескольких песен была закончена. Мы начали этот грациозный танец. Мы сидели рядом и я программировала биты и текстуры, следуя её инструкциям». Со временем стали появляться и собственные творческие решения Арки. Треком, где Арка сыграла ведущую роль, является Notget. С осени 2013 по весну 2014 Бьорк и Арка запрограммировали и переработали 7 из 9 треков альбома. Чтобы ускорить завершение проекта, в мае 2014-го Бьорк обратилась за помощью к инженеру Крису Элмсу, а для работы по сведению позвала Боба Крлика, известного как The Haxan Cloak, чья роль в результате не ограничилась только этим и он также стал сопродюсером первой части Family.

## Релиз

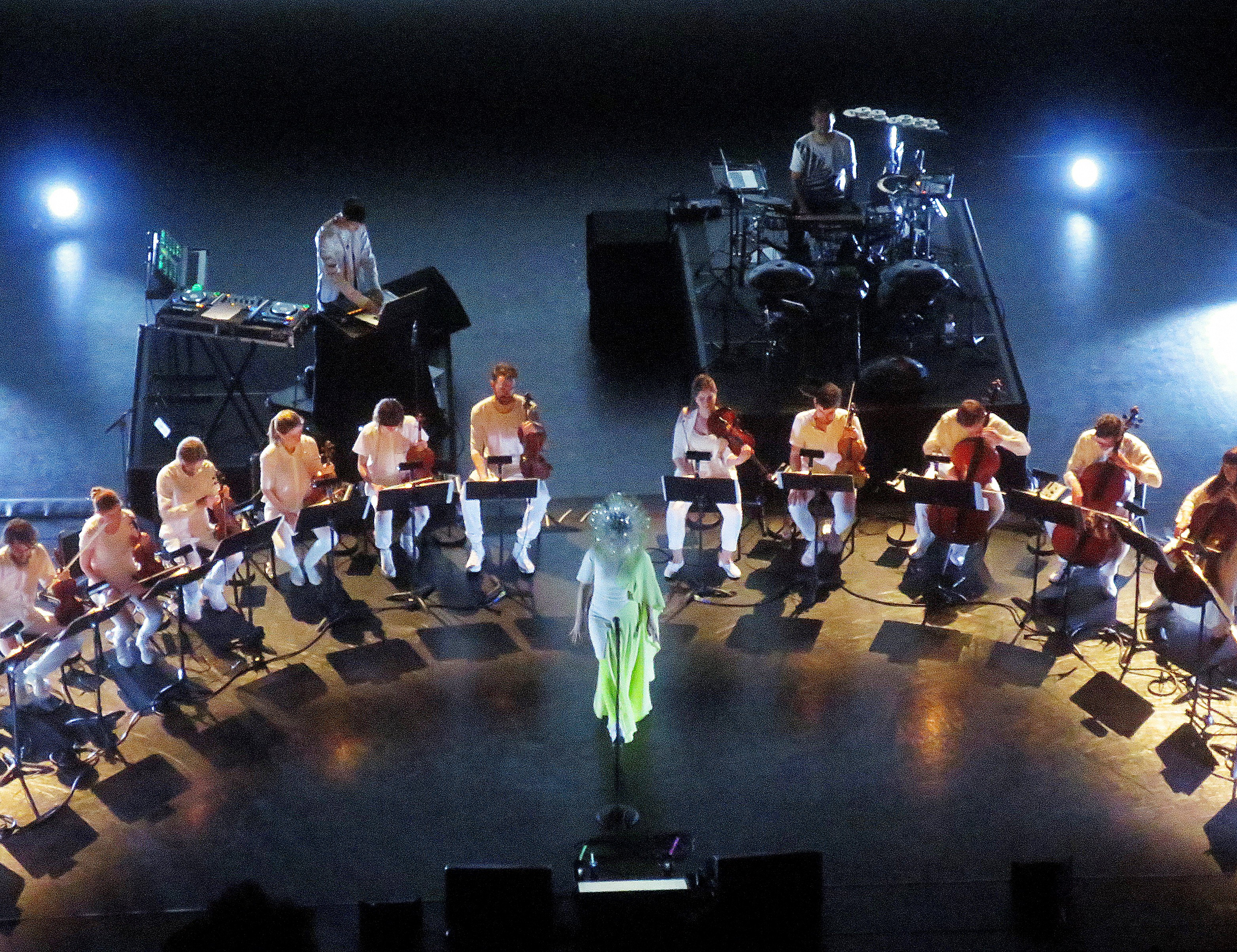
Концерт Бьорк в Нью-Йорке при участии Alarm Will Sound, Arca и Manu Delago.

С момента релиза предыдущего альбома Biophilia прошло более трех лет, и многие авторитетные онлайн музыкальные издания, такие как Music Times, Time Out, Pitchfork и Billboard включили альбом в свои списки наиболее ожидаемых альбомов 2015 года, а издание NME включило Бьорк в свой список «40 наиболее ожидаемых исполнителей, которых не терпится увидеть вновь».
Изначально планировалось выпустить альбом в марте 2015 совместно с выходом книги Björk: Archives и открытием выставки в Нью-Йорке, посвящённой карьере певицы. Однако после утечки альбома в сеть электронный релиз был перенесен на 2 месяца ранее намеченного срока и 20 января 2015 альбом стал доступен для покупки в iTunes.
После релиза, Vulnicura возглавила чарты iTunes более чем в 30 странах и пробыла семь дней на вершине мирового альбомного чарта сервиса.
На физических носителях альбом был выпущен 16 марта. Существуют две обложки: основная, с Бьорк в чёрном латексном костюме и дополнительная внешняя фиолетовая обложка для делюкс-изданий и пластинки, с Бьорк, лежащей на камне.
В отличие от прочих альбомов, с Vulnicura не было выпущено ни одного сингла и не было проведено ни одного промовыступления. Бьорк дала дозированное количество интервью, в которых во время чувствительных моментов могла расплакаться. Турне было коротким и состояло из всего 16 выступлений, последние концерты были отменены.

## Приём
| Совокупная оценка   | Совокупная оценка |
| Источник            | Оценка            |
| ------------------- | ----------------- |
| Metacritic          | 87/100            |
| Оценки критиков     |                   |
| Источник            | Оценка            |
| Exclaim!            | 9/10              |
| NME                 | 8/10              |
| Pitchfork           | 8.6/10            |
| Allmusic            | [ 24 ]            |
| The Daily Telegraph | [ 25 ]            |
| musicOMH            | [ 26 ]            |
| The New York Times  | [ 27 ]            |
| Record Collector    | [ 28 ]            |
| Rolling Stone       | [ 29 ]            |
| Tiny Mix Tapes      | [ 30 ]            |

Альбом был очень хорошо принят критиками. На Metacritic рейтинг альбома составляет 87% на основе 40 профессиональных рецензий, что означает всеобщее признание. Многие критики называют этот альбом лучшей работой Бьорк за последнее десятилетие и неожиданным шагом после концептуального альбома Biophilia. Так же критики отмечали стилистическую схожесть с такими альбомами как Homogenic и Vespertine.
Похвала была в основном сосредоточена на «эмоциональной откровенности и музыкальной дерзости» которые помогли раскрыть глубоко личные темы. Тексты описывали как одни из её наиболее «сильных и трогательных». Музыка называлась одним из «смелых, самых сложных и самых вовлекающих» образцов у Бьорк.
Альбом вошёл в списки лучших пластинок года множества изданий, ABC News и Rough Trade назвали его альбомом года, описывая как «по-настоящему экстраординарное произведение искусства». Такие издания как Drowned in Sound, The Guardian, New York Times, Resident Advisor, Dazed, Time Out New York, The 405, Bleep, Clash, Crack Magazine, The Irish Times, musicOMH включили альбом в пятёрку лучших в 2015 году.
Авангардный журнал The Wire поставил альбом на 13-е место в итоговом списке года, описав как «осознанно серьёзное, детально разработанное, ничего не скрывающее романтическое с большой буквы "Р" драматическое заявление — более древнегреческая трагедия, нежели альбом о расставании». Ресурс The 405 поставил альбому 10/10, написав: «великое искусство использует боль, чтобы превратить её в нечто, способное исцелять. Vulnicura именно это и делает»
Некоторые критики были более сдержанны в оценках, указав, что альбом представляет собой «что-то вроде возвращения к стандартной песенной форме», но всё-равно «не является лёгким для прослушивания».
Vulnicura была номинирована на премию Грэмми за «Лучший альтернативный альбом» (седьмая номинация Бьорк в этой категории); на награду «Альбом года» Ассоциации независимой музыки (AIM Independent Music Awards) и на премию The Phonofile Nordic Music Prize за «Лучший альбом 2015 года». Бьорк получила премию Brit Awards как «Лучшая международная исполнительница» (её пятая награда) и была номинирована на «Международного продюсера года» от Гильдии музыкальных продюсеров. На исландских музыкальных наградах певица была удостоена премий «Альбом года», «Певица года», «Автор года» и «Продюсер года», а её песня «Stonemilker» номинировалась на «Песню года».

## Выставка в MoMA
Вместе с выходом альбома, с 7 марта по 17 июня 2015 года в Нью-Йоркском музее современного искусства прошла ретроспективная выставка Бьорк. Артистка стала одним из немногих музыкантов, удостоившихся собственной выставки в музее. Интерактивная мультимедийная коллекция включила в себя «звуки, видео, объекты, инструменты, костюмы и фотографии», которые были созданы или использовались Бьорк на протяжении её 20-летней карьеры. По словам директора музея Клауса Бизенбаха, «Бьорк — необычайно инновационный артист, чей вклад в современную музыку, видео, кино, моду и искусство оказал значительное влияние на её поколение по всему миру». Специально для выставки музей заказал новое видео на песню «Black Lake».

## Клипы
Первым в феврале был выпущен полутораминутный трейлер на «Black Lake», материал которого в дальнейшем остался эксклюзивным, так как финальную версию клипа эти кадры не вошли. В марте появилось видео на песню «Lionsong», спонтанно снятое во время фотосессии на обложку альбома. В этом же месяце была показана движущаяся обложка альбома на трек «Family», обыгрывающая вторую обложку Vulnicura. В июне был выпущен панорамный клип на песню «Stonemilker», до этого снятый в формате 360-градусной виртуальной реальности. В декабре был выпущен концептуальный клип на песню «Mouth Mantra», снятый в копии ротовой полости Бьорк.

## Список композиций
| №                   | Название                    | Текст песни                  | Музыка              | Продюсер                     | Длительность |
| ------------------- | --------------------------- | ---------------------------- | ------------------- | ---------------------------- | ------------ |
| 1.                  | «Stonemilker»               | Björk                        | Björk               | Björk                        | 6:49         |
| 2.                  | «Lionsong»                  | Björk                        | Björk               | Björk, Arca                  | 6:08         |
| 3.                  | «History of Touches»        | Björk                        | Björk               | Björk, Arca                  | 3:00         |
| 4.                  | «Black Lake»                | Björk                        | Björk               | Björk, Arca                  | 10:08        |
| 5.                  | «Family»                    | Björk                        | Björk, Arca         | Björk, Arca, The Haxan Cloak | 8:02         |
| 6.                  | «Notget»                    | Björk                        | Björk, Arca         | Björk, Arca                  | 6:26         |
| 7.                  | «Atom Dance» (feat. Antony) | Björk                        | Björk               | Björk, Arca                  | 8:09         |
| 8.                  | «Mouth Mantra»              | Björk, Oddný Eir Ævarsdóttir | Björk               | Björk, Arca                  | 6:09         |
| 9.                  | «Quicksand»                 | Björk                        | Björk, John Flynn   | Björk                        | 3:45         |
| Общая длительность: | Общая длительность:         | Общая длительность:          | Общая длительность: | Общая длительность:          | 58:36        |

Все аранжировки исполнены Бьорк. Сведение: Chris Elms и The Haxan Cloak. Программирование: Björk, Arca, The Haxan Cloak, John Flynn (трек 9). Мастеринг: Mandy Parnell.

## Сопутствующие релизы
Летом и осенью 2015 года была выпущена серия из 12 ремиксов на песни с Vulnicura. Каждый ремикс вышел ограниченным тиражом на полупрозрачном гравированном виниле.

В ноябре вышла акустическая версия альбома Vulnicura Strings.
В том же месяце вышел концертный альбом Vulnicura Live.
В марте 2015 года вышел двойной альбом группы Death Grips The Powers That B, на первом диске которого Niggas On The Moon во всех песнях использованы сэмплы голоса Бьорк.
15 мая 2015 года на вечеринке в честь пятилетия независимого лейбла Tri Angle Бьорк отыграла секретный диджей-сет, запись которого она в скором времени выложила на SoundCloud. Бьорк связывают дружеские отношения с лейблом, некоторые его артисты участвовали в записи и ремиксах её альбома. Как написала Бьорк: «Этот микс был моим подарком для них: я совместила любимые биты последнего времени с лучшими композициями моих любимых вокалистов».